# Валютная корзина
Валютная корзина — условный набор валют с целью установления курса национальной валюты по отношению к другим валютам либо с целью создания международной расчётной денежной единицы, учитывающей динамику изменения курсов всех валют, входящих в корзину. Принцип валютной корзины используется также в расчётах по международному контракту или в рамках кредитных отношений для того, чтобы снизить влияние валютных рисков.
Валютная корзина может быть бивалютной, то есть содержащей набор двух валют, и мультивалютной, содержащей несколько валют.

## Принципы валютной корзины
Необходимость использовать валютную корзину связана с нестабильностью курсов отдельных валют. Это позволяет более обоснованно учитывать влияние изменений общеэкономических условий обмена, покупательную способность валют.
Количество валюты, входящей в корзину валют, определяется удельным весом каждой валюты. Сумма удельных весов всех валют, входящих в корзину, равна единице или 100 %. Удельный вес каждой валюты, входящей в корзину валют, определяется по выбранному экономическому критерию. Часто таким критерием является доля экономики страны в совокупном валовом продукте всех стран, валюта которых задействована в валютной корзине. Другим критерием может быть доля валюты страны, используемой в международных расчётах или во внешнеторговом обороте.
Поскольку доля той или иной страны в мировой экономике и во внешнеторговом обороте меняется, то валютная корзина периодически уточняется с учётом сдвигов во внешнеэкономических связях страны и изменений в сфере валютно-кредитных отношений.

## Примеры использования принципа валютной корзины

### Специальные права заимствования
Международный валютный фонд использует специальную международную расчётную единицу, получившую название Специальные права заимствования (от англ. Special Drawing Rights, SDR). В её валютную корзину вошли валюты стран, имеющих наибольшую долю в уставном фонде этой организации: США, Япония, Германия, Франция и Великобритания. Таким образом, стоимость SDR рассчитывается на основе средневзвешенной стоимости доллара США, евро, японской иены и британского фунта стерлингов.
Данная расчётная единица используется для безналичных расчётов в рамках Международного валютного фонда и Всемирного банка и некоторых других международных организаций, а также в межгосударственных расчётах и некоторых других операциях в сфере международных экономических отношений.

### Европейская валютная единица
Европейская валютная единица, условное название ЭКЮ (англ. Ecu) являлась основой Европейской валютной системы в период распада Бреттон-Вудской валютной системы и перехода к единой валюте евро.
При расчёте стоимости ЭКЮ учитывался курс всех двенадцати валют стран, входящих в Европейское экономическое сообщество в тот период.

### Глобальная валютная единица
В последние годы в связи с финансовым кризисом и возрастанием роли новых развивающихся стран в мировой экономике возникла идея расчёта глобальной валютной единицы, основанной на участии в ней более широкого круга ведущих стран мира. Валюта получила название Wocu (от англ. the World Currency Unit), или по-русски Вокю́. Такая условная денежная единица регулярно рассчитывается на основе корзины валют, куда входят валюты стран большой двадцатки. При расчёте стоимости Вокю учитывается доля ВВП стран, входящих в большую двадцатку, в мировом ВВП.